# Lough Foyle

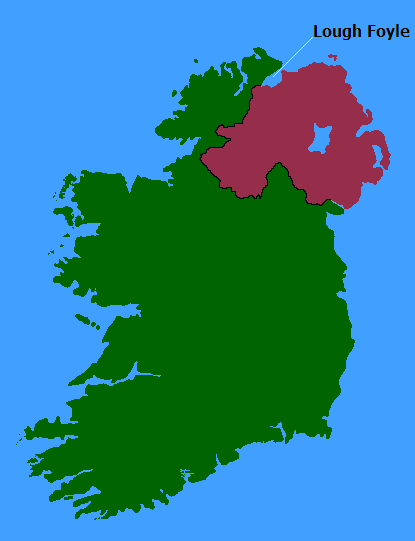
Ubicació del Lough Foyle

Lough Foyle (en irlandès: Loch Feabhail) és l'estuari del riu Foyle a Ulster. Comença on el Foyle deixa Derry. Separa la península de Inishowen al comtat de Donegal (República d'Irlanda) d'Irlanda del Nord. La República d'Irlanda, fins i tot Donegal, es diu "el Sud" per molts a Irlanda del Nord, mentre que "el Nord" és un terme comú per a Irlanda del Nord. Es tracta d'un lloc Ramsar, aiguamoll és d'importància internacional designades així pel Conveni de Ramsar, té 2.204,36 hectàrees de superfície

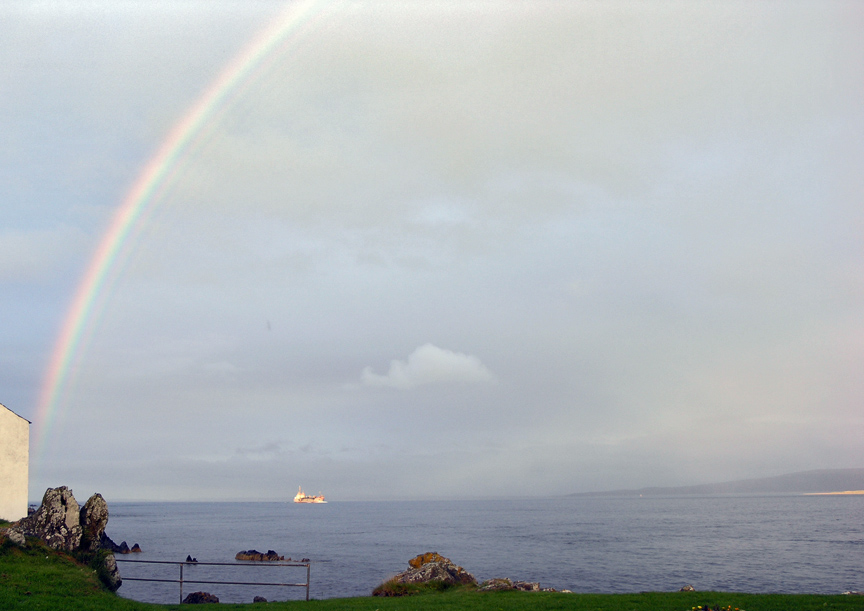
Vaixell acostant-se a Greencastle, Lough Foyle.